# Saint-Télesphore
Pour les articles homonymes, voir Télesphore.
Saint-Télesphore est une municipalité située dans la municipalité régionale de comté de Vaudreuil-Soulanges au Québec (Canada). Elle fait partie de la région administrative de la Montérégie.

## Toponymie
Ce toponyme honore Télesphore, pape du IIe siècle. Au début de la colonisation le lieux est appelé « Rivière-Delisle », « Lac-Saint-François » ou « Rivière-au-Beaudet ». Vers 1829, l'endroit est connu comme Montjoy ou Saint-Télesphore-de-Montjoie.

## Histoire

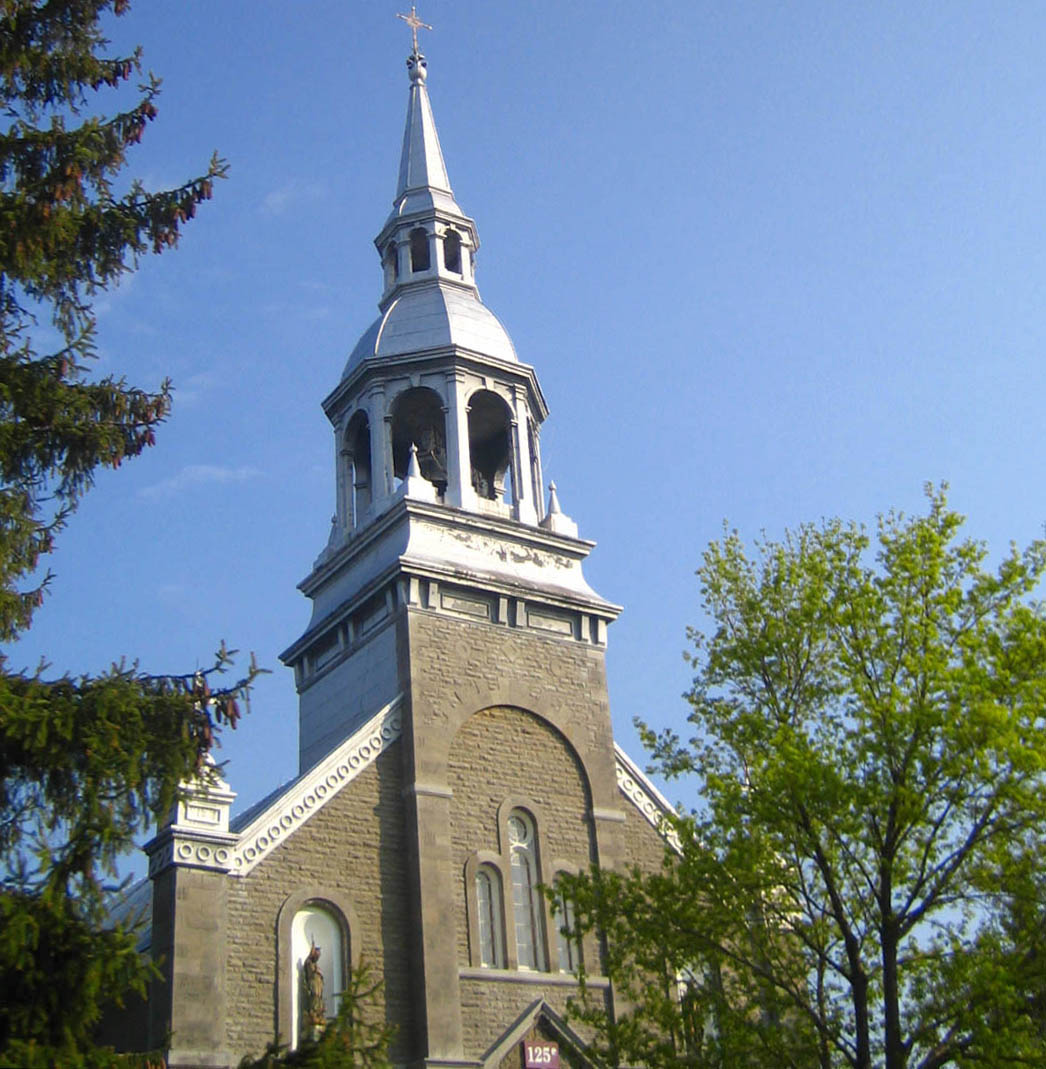
L'église de Saint-Télesphore.

La seigneurie de la Nouvelle-Longueuil, concédée à Paul-Joseph Le Moyne de Longueuil en 1734, comprend le territoire actuel de Saint-Télesphore. Vers les années 1800, les premiers Européens arrivèrent d'Écosse, d'Irlande ainsi que d'Angleterre. En 1858, La communauté catholique de Saint-Télesphore, dépendant de la paroisse de Saint-Polycarpe, est créée et la paroisse est créée officiellement en 1876. L'année suivante, en 1877, la municipalité de paroisse de Saint-Télesphore est érigée. En 1879, le bureau de poste de Saint-Télesphore ouvre ses portes. En 1881, la construction de l'église débute et se terminent un an plus tard. La collectivité locale est alors renommée pour la fabrication de la potasse en raison du déboisement et du nettoyage du sol favorisant sa production.
Le 18 septembre 1936, la locomotive à vapeur #3003 du Canadien Pacifique fracasse un record national de vitesse à 112,5 mph (181km/h) près de Saint-Télesphore,.
Jusqu'en 1995, le Canadien Pacifique opéra une ligne de chemin de fer passant à Saint-Télesphore. De 1915 à sa fermeture, cette ligne ferroviaire appelée Subdivision Cornwall s'étendait entre la jonction De Beaujeu/Saint-Polycarpe jusqu'à Cornwall, en Ontario,,. Cette ancienne ligne ferroviaire est aujourd'hui un sentier utilisé l'hiver par les motoneiges et l'été par les VTT. Ce sentier multiusage continue jusqu'à Cornwall,. Traversant la frontière ontarienne, ce dernier est appelé de l'autre côté, la Peanut Line,.
Le 7 août 2010, Saint-Télesphore change son statut de municipalité de paroisse pour celui de municipalité.
Aujourd'hui, elle regroupe la localité de Dalhousie qui fait partie intégrante de Saint-Télesphore.

## Géographie
Saint-Télesphore se trouve dans la région du Suroît au sud-ouest du Québec. Cette municipalité est située à l'ouest de la MRC de Vaudreuil-Soulanges à la frontière entre le Québec et l'Ontario. Son territoire, dont la forme est un quadrilatère irrégulier, s'insère entre les municipalités de Sainte-Justine-de-Newton et de Saint-Polycarpe au nord, de Rivière-Beaudette au sud-est et de South Glengarry dans les comtés unis de Stormont, Dundas et Glengarry. La superficie totale de la municipalité est de 60,67 km2, dont 60,09 km2 sont terrestres.
L'altitude varie de 50 m en aval de la rivière Beaudette à 88 m sur une butte au nord à la limite de Sainte-Justine-de-Newton. Le village de Saint-Télesphore se trouve à 70 m et le hameau de Dalhousie est à une altitude de 73 m. Le territoire est arrosé par la rivière Delisle qui en délimite le sud-ouest puis en longue l'ouest en coulant vers le nord-ouest.

## Démographie
Les habitants s'appellent Télesphorois.
| 1991 | 1996 | 2001 | 2006 | 2011 | 2016 | 2021 |
| ---- | ---- | ---- | ---- | ---- | ---- | ---- |
| 772  | 805  | 773  | 769  | 762  | 759  | 754  |

## Administration
Le conseil municipal, qui compte outre le maire six conseillers, est élu en bloc tous les quatre ans sans division territoriale. Aux élections municipales de 2013, le maire Yvon Bériault est réélu avec 74,7 % des voix et un taux de participation de 65,3 % mais le conseil municipal est presque entièrement renouvelé.
| Saint-Télesphore Maires depuis 2003                                                                                  |                    |         |          |
| Élection | Maire              | Qualité | Résultat |
| 2003 | Claude Cyr         |         | Voir     |
| 2005 | Claude Cyr         | Voir    |          |
| 2009 | Yvon Bériault      |         | Voir     |
| 2013 | Yvon Bériault      | Voir    |          |
| 2017 | Yvon Bériault      | Voir    |          |
| 2021 | David Watson McKay |         | Voir     |
| Élection partielle en italique Depuis 2005, les élections sont simultanées dans toutes les municipalités québécoises |                    |         |          |

|             | 2005-2009                                                                                              | 2009-2013                                                                                               | 2013-2017                                                                                                   | 2017-2021                                                                                                | 2021-2025                                                                            |
| Maire       | Claude Cyr                                                                                             | Yvon Bériault                                                                                           | Yvon Bériault                                                                                               | Yvon Bériault                                                                                            | David Watson McKay                                                                   |
| Conseillers | Marielle Bourgon Jean-Pierre Campeau Marie-Line Leblanc Mathieu Léger David Watson McKay Robert Robert | Lucie Carrière Bourgon Jean-Marie Lavoie Marie-Line Leblanc Giulio Néri Robert Théorêt Serge Villeneuve | François D'André Paul Gauthier Martin Grenier* Kim Jones Jean-Marie Lavoie** Raymond Leclair Robert Théorêt | Raymond Leclair François D'André Robert Théorêt Paul Gauthier Kim Jones* Jean-Marie Lavoie Linda Major** | Mélissa Morin Nathalie Lanthier Paul Gauthier Danny Raymond Valérie Camiré Kim Jones |

* Élu à l'élection générale au début du terme mais ayant quitté avant la fin du terme. ** Élu à une élection partielle durant le terme.
En matière de représentation parlementaire, la population de Saint-Télesphore est rattachée à la circonscription électorale de Soulanges à l'Assemblée nationale du Québec et à la circonscription de Vaudreuil-Soulanges à la Chambre des communes du Canada.

## Urbanisme

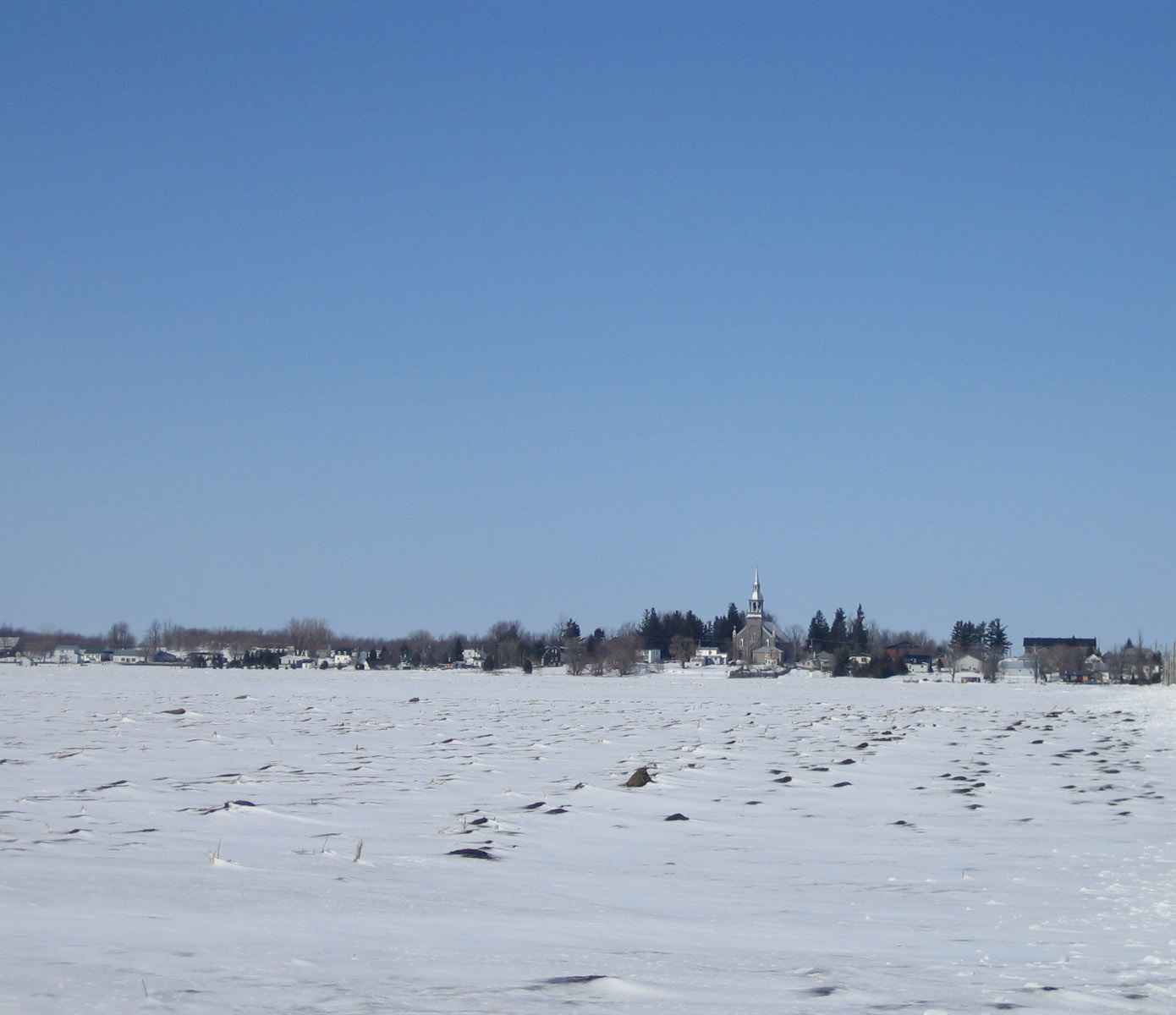
Saint-Télesphore en hiver.

Le chemin Sainte-Catherine (route 340) traverse le village de Saint-Télesphore et relie la collectivité locale à Saint-Polycarpe, 8 km à l'est, et à l'Ontario à l'ouest. Le chemin de la Grande-Côte (route 325) relie Saint-Télesphore à Rivière-Beaudette, 9 km au sud, et à Sainte-Justine-de-Newton 11 km au nord. Le chemin de fer du Canadien Pacifique traverse la partie nord du territoire, dans l'aire agricole. Le village de Saint-Télesphore se trouve au carrefour des chemins Sainte-Catherine et de Saint-Télesphore, un kilomètre à l'est du chemin de la Grande-Côte. Le chemin Saint-Georges permet d'accéder à Dalhousie. Les parcs et équipements urbains comprennent entre autres le parc André-Leblanc et un sentier pédestre.

## Économie
L'agriculture est l'activité économique de base de la communauté locale. L'entreprise de fabrication de machinerie agricole Fernand Campeau, située à Dalhousie, est en exploitation depuis 1888.

## Éducation
La Commission Scolaire des Trois-Lacs administre les écoles francophones
- École du Val-des-Prés Immaculée-Conception

La Commission scolaire Lester-B.-Pearson administre les écoles anglophones:
- École primaire Soulanges à Saint-Télesphore (dernière école de rang au Québec)[30]
- l'École primaire Evergreen et l'École primaire Forest Hill (pavillons junior et senior) à Saint-Lazare aussi servent a la ville[31].

## Culture
Dans son ouvrage L'Hiver publié en 2003, Bernard Clavel insère un texte intitulé Saint-Télesphore de même qu'un autre au titre de Les glaces du Saint-Laurent. Clavel, écrivain français toujours en périple, habite Saint-Télesphore une courte période en 1978 avec son épouse Josette Pratte, écrivaine québécoise. Il y écrit la nouvelle L'Iroquoise.

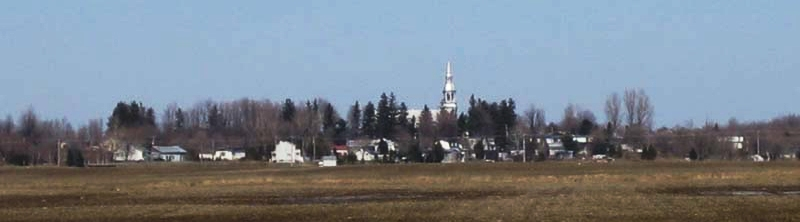
Vue sur Saint-Télesphore au printemps